# Amblygobius albimaculatus
 Amblygobius albimaculatus  es una especie de peces de la familia de los Gobiidae en el orden de los Perciformes.

## Morfología
Los machos pueden llegar a alcanzar los 18 cm de longitud total.

## Distribución geográfica
Se encuentra desde el Mar Rojo, el África Oriental y el Golfo Pérsico hasta Durban (Sudáfrica), incluyendo muchas islas del oeste del Índico. También está presente en Indonesia, Australia, Japón, Filipinas y el Pacífico sur.

## Observaciones
Es inofensivo para los humanos.